# Joseph-Marcellin Wilson
Pour l’article homonyme, voir Wilson.
Joseph-Marcellin Wilson  (né à l'île Bizard le 26 novembre 1859- mort à Montréal le 10 septembre 1940) fut un homme d'affaires montréalais, un philanthrope et un sénateur canadien.

## Biographie
Joseph-Marcellin Wilson passa son enfance, avec ses frères et sœurs, à l'île Bizard. Ses parents l'envoyèrent faire ses études à l'académie du Plateau à Montréal, où il apprit les sciences commerciales. À l'âge de 17 ans, il entra à l'emploi de l'épicerie de gros Dufresne et Mongenais, dont il devint plus tard le comptable en chef. Peu de temps après cette nomination, il fut agréé au titre d'associé, la firme ayant changé de nom pour celui de Boivin, Wilson et Compagnie. Il passa toute sa carrière à Montréal.
Joseph-Marcellin Wilson est membre de nombreux conseils d'administration de sociétés montréalaises, notamment la Banque canadienne nationale, où il fut successivement président de la banque et président de son conseil d'administration, ayant été membre de ce dernier pendant trente-trois ans. Il fut aussi membre du conseil d'administration de la compagnie du Canadien Pacifique et celui de la Montreal Light, Heat & Power.
Sir Wilfrid Laurier le nomma au sénat, pour la division de Saurel, en 1911, et, pendant les trente années qui suivirent, il joua un rôle préponderant dans la vie du Parti libéral du Canada.
Il contribua généreusement à l'Université de Montréal, puis à la fondation du collège Stanislas à Outremont. Il est le principal responsable de la construction de la Maison des étudiants canadiens à Paris.

## Honneurs
- Le nom du Parc Marcelin-Wilson de Montréal honore sa mémoire comme celui de la rue Wilson à Montréal.
- Entre 1922 et 1933, le boulevard Cardinal-Villeneuve portait le toponyme de boulevard Wilson en son honneur, dans la ville de Québec.

## Source
- Mémoire du Québec